# Tomi Adeyemi
Tomi Adeyemi, född 1 augusti 1993, är en nigeriansk-amerikansk författare och skrivcoach. Hon är känd för Children of blood and bone: Solstenen (2018), den första boken i trilogin The Legacy of Orïsha, publicerad av förlaget Henry Holt.